# Nina Kandinski

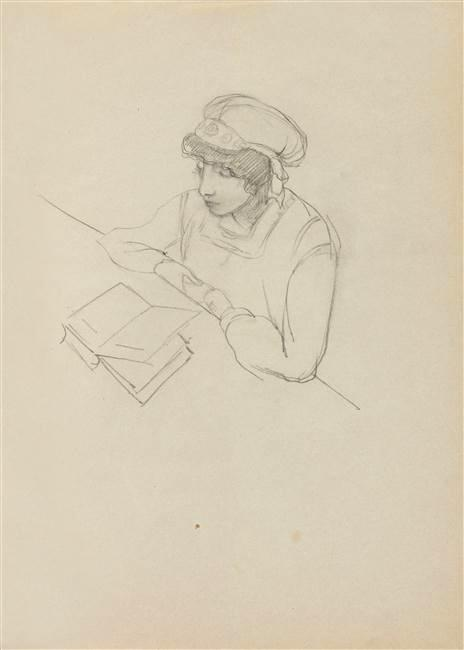
Vassili Kandinski: Nina Kandinski (1917)

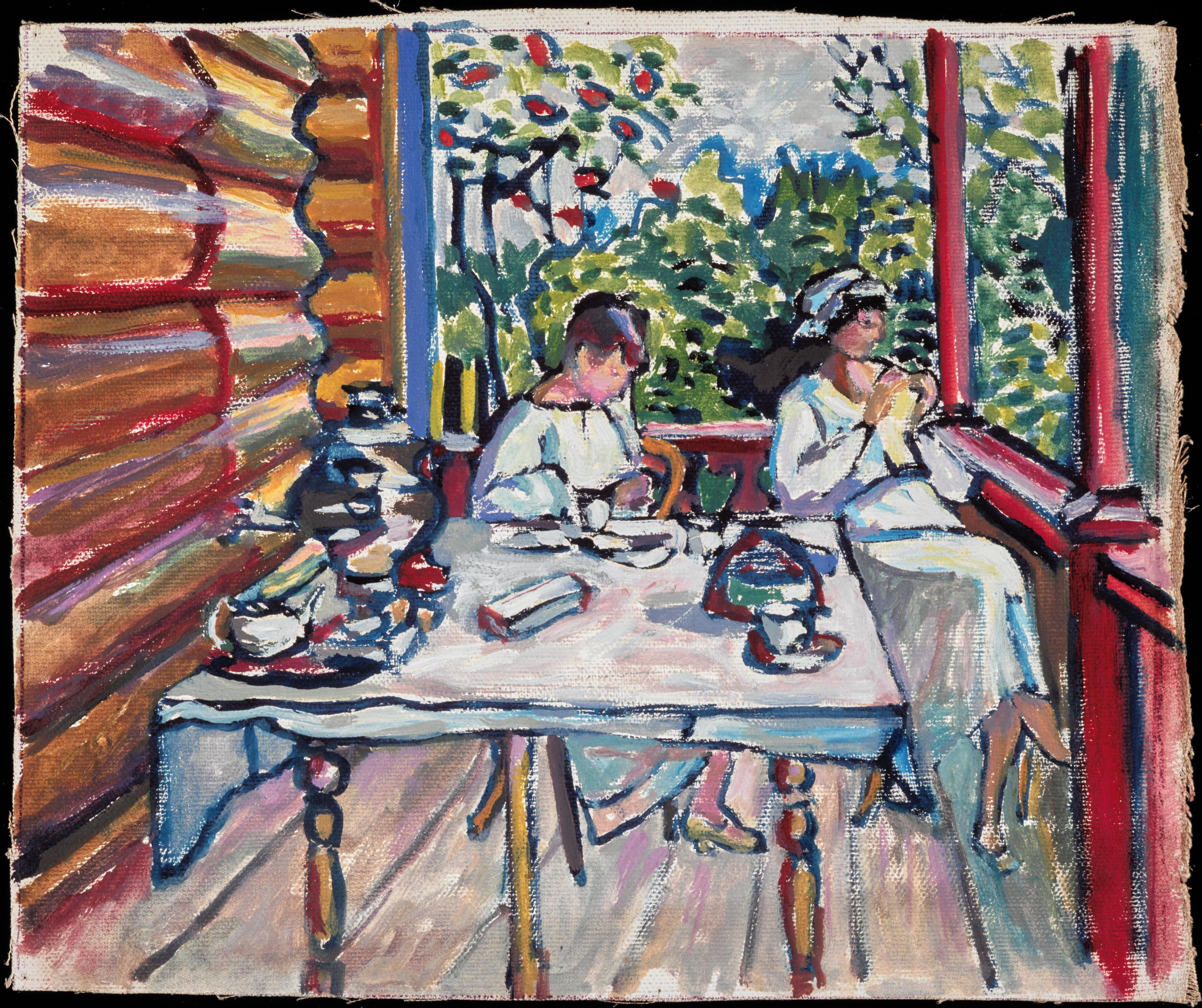
Vassili Kandinski: Nina Kandinski (dreta) i la seva germana a la casa de camp de la família Abrikóssov a Akhtirka (prop de Moscou) (1917)

Vassili Kandinski: Una veu desconeguda (1916).

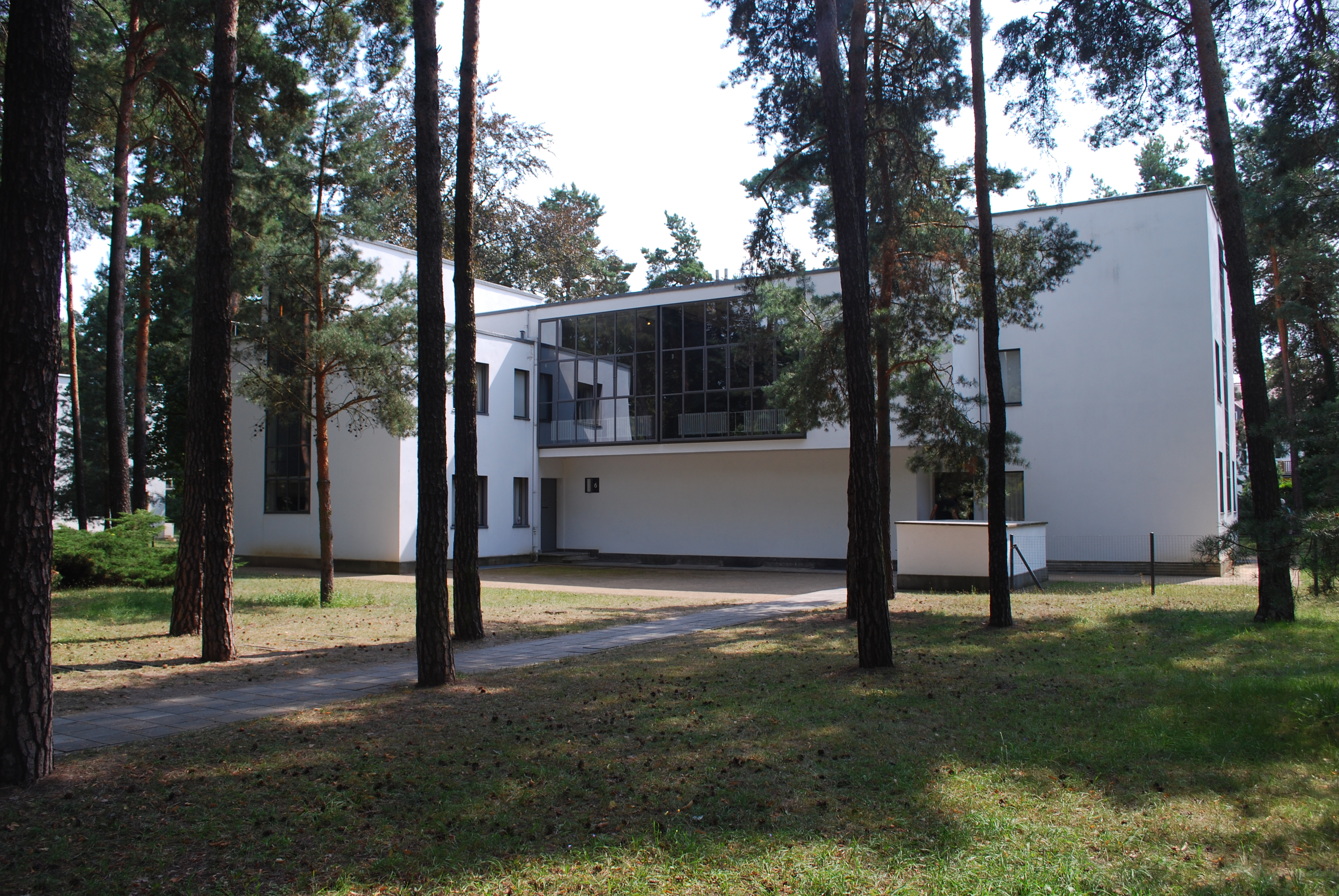
Casa de Klee i Kandinski a la vora de l'Edifici de la Bauhaus.

Nina Kandinski (nascuda Nina Nikolàievna Andréievskaia, rus: Нина Николаевна Андреевская, al voltant de 1896 a Moscou, Imperi Rus; morta el 2 de setembre de 1980 a Gstaad, Suïssa) fou la segona esposa de Vassili Kandinski i, després de la seva mort, l'administradora de la seva herència.

## Vida
Nina Nikolàievna Andréievskaia,no va revelar mai la seva data de naixement, segons Annegret Hoberg (2008) tenia 20 anys el 1916 quan va conèixer Kandinski; Segons el seu propi relat, era filla d'un general rus. El 1916 va conèixer a Moscou el pintor Vassili Kandinski, molt més gran que ella, divorciat des del 1911, quan va tornar d'Alemanya a l'Imperi Rus després de l'esclat de la Primera Guerra Mundial.
Quan va marxar precipitadament a Suïssa, va haver de deixar els seus quadres a Alemanya amb la seva jove amiga Gabriele Münter. Mentre que Münter es presentava com a dona artista, en competició artística amb Kandinski, Nina es trobava en inferioritat envers Vassili, i percebia el seu paper al costat de Kandinski "només com a muller".
Nina i Vassili es van casar el febrer de 1917; el seu únic fill, Vsévolod, va néixer el 1917, però va morir el 1920. Nina va inspirar el quadre de 1916, "Una veu desconeguda" sobre la primera telefonada que Kandinski li va fer.
La censura tsarista es va abolir després de la Revolució Russa, i els artistes de Rússia tenien inicialment noves llibertats. Quan el règim comunista les va restringir, Vassili Kandinski ja havia rebut una invitació de Walter Gropius per treballar a la Bauhaus de Weimar. Amb el permís de sortida del govern soviètic i poc equipatge, la parella va arribar a Berlín el 24 de desembre de 1921. El juny de 1922 es van traslladar a Weimar, on Kandinski va començar a ensenyar a la Bauhaus. Després que la Bauhaus es traslladés a Dessau, es convertiren en veïns de la família Klee, en un xalet a la vora de l'Edifici de la Bauhaus.
A la primavera de 1928, van obtenir la ciutadania alemanya. Quan la Bauhaus es va haver de tancar per motius polítics, van anar a Berlín amb Mies van der Rohe el 1932. Després de l'arribada al poder dels nacionalsocialistes el 1933, van emigrar a França i des del 1934 van viure a Neuilly-sur-Seine. Van intentar ajudar els antics membres de la Bauhaus a fugir d'Europa; El 1939 se'ls va concedir la ciutadania francesa. Durant l'ocupació alemanya de França el 1940, van fugir a Cauterets al Pirineu i van tornar a París a finals d'agost. Van rebutjar l'oferta de Varian Fry per emigrar als Estats Units via Marsella.
Vassili Kandinski va morir el 1944: Nina Kandinski fou la seva única hereva. En els 27 anys que va durar el seu matrimoni, no havien estat separats ni un dia. A partir de llavors, Nina Kandinski va tenir cura de l'herència i va organitzar bona part de les exposicions posteriors.El 1946 va establir el Prix Kandinsky per promoure els joves talents, atorgat fins al 1961. Nina Kandinski va influir en la composició del jurat i en el lliurament de premis. Quan els preus dels quadres de Kandinski van augmentar de valor al mercat d'art als anys cinquanta, va finançar una vida luxosa a partir de vendes de quadres. Durant aquest temps, va negociar amb Münter sobre els quadres que havien quedat a Múnic des del 1915; ambdues no van arribar a un acord fins al 1957.
El 1958, Lothar-Günther Buchheim va publicar un llibre sobre el grup d'artistes Der Blaue Reiter, al centre del qual es trobava Vassili Kandinski. Nina va seguir els orígens del llibre amb benevolència mentre llegia les proves impreses i examinava la selecció d'imatges. Tanmateix, atès que el llibre, citant una altra obra, també descrivia la relació entre Vassili Kandinski i Gabriele Münter, que havia fet una promesa de matrimoni a Kandinski, Nina Kandinski va intentar evitar que el llibre, que ja s'havia publicat, es continués distribuint. La polèmica, que la premsa va titular com a "Maledicció de la Viuda", alemany: Fluch der Witwe, es va desenvolupar com a procés de drets d'autor per a les reproduccions de 69 imatges de quadres de Kandinski presentades al llibre il·lustrat, que Nina havia impugnat davant el Tribunal Federal de Justícia d'Alemanya, i que es va decidir el 1973: es va cancel·lar el llibre il·lustrat i Buchheim va haver de pagar danys i perjudicis.Com a mitjà addicional de pressió, Nina es va negar a cedir quadres per a exposicions a Alemanya, tret que els organitzadors de l'exposició li donessin suport en la disputa.
El 1976 va publicar les seves memòries amb el títol Kandinsky und ich ("Kandinski i jo"), que van aparèixer per primera vegada en alemany; Werner Krüger havia compilat el text sobre la base de enregistraments en cintes de casset.
Nina Kandinski va deixar establert per testament que la part principal de la Fundació Vassili Kandinski fos gestionada pel Musée National d'Art Moderne de París,després que prèviament hagués donat al museu una trentena de quadres.
El setembre de 1980, Nina Kandinski va ser víctima d'un robatori al seu xalet "Esmeralda" de Gstaad. L'assassinat va quedar sense resoldre, segons recordaria la Confederació Suïssa 25 anys després. Com Vassili, Nina Kandinsky va ser enterrada al Cementiri Nou de Neuilly. En contraposició a les dates de vida de Vassili Kandinski, la làpida comuna no té les de la seva dona Nina.